# Meta (tasto)

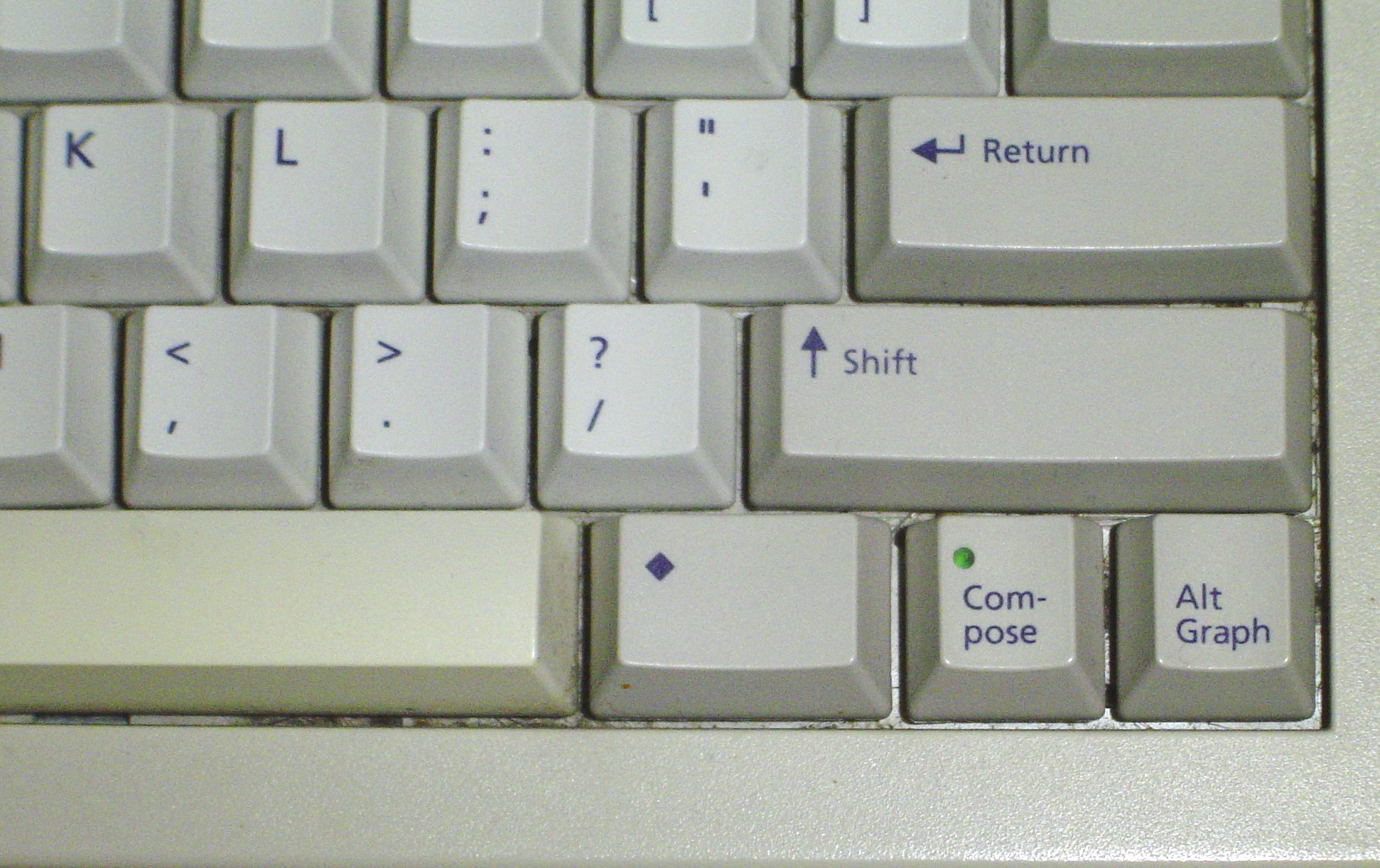
Tastiera Sun con tasto meta (tra la barra spaziatrice e il tasto Compose)

Il Tasto Meta è un tasto speciale delle tastiere del MIT, come la Space-cadet keyboard, e sulle tastiere della Sun. È rappresentato da un rombo nero.
Il tasto è solitamente paragonato al Command della Apple e al Tasto Windows della Microsoft che sono situati nella stessa posizione e trattano funzionalità simili. Nelle tastiere dove non è presente, il tasto meta può essere emulato col tasto alt. Alcuni programmi (come ad esempio Emacs) permettono di emulare il tasto meta premendo e rilasciando il tasto esc.